# Drugstore
Drugstore ist eine aus London stammende Alternative-Rock-Band. Die aus Brasilien stammende Sängerin Isabel Monteiro, der Gitarrist Dave Hunter und der Schlagzeuger Mike Chylinski gründeten die Gruppe 1993 und veröffentlichten 1994 die erste Single auf ihrem eigenen Label.
Hunter wurde dann von Daron Robinson an der Gitarre ersetzt. Kurz darauf wurden die Drei bei einem größeren Label (Go-Discs) unter Vertrag genommen.
1998 erschien das Album White Magic for Lovers, auf dem das Lied El President als Duett mit Thom Yorke von Radiohead zu finden ist. Nach einem weiteren Wechsel des Labels erschien 2001 das Album Songs for the Jet Set.
Es folgte eine siebenjährige Unterbrechung, bis Drugstore 2009 erstmals wieder öffentlich auftrat.
2011 veröffentlichte die Band das Album Anatomy.

## Diskografie

### Alben
- 1995: Drugstore
- 1998: White Magic for Lovers
- 2001: Songs for the Jet Set
- 2002: Drugstore Collector Number One (B-Seiten und Outtakes)
- 2011: Anatomy

### Singles
- 1993: Alive
- 1993: Modern Pleasure
- 1994: Starcrossed
- 1995: Nectarine
- 1995: Solitary Party Groover
- 1995: Fader
- 1995: Injection
- 1996: Mondo Cane
- 1998: El President
- 1998: Sober
- 1998: Say Hello
- 2000: I Wanna Love You Like a Man
- 2001: Baby Don't Hurt Yourself
- 2001: Song For the Lonely
- 2011: Sweet Chili Girl